# Viçosa do Ceará
Viçosa do Ceará est une municipalité brésilienne de l’État du Ceará. En 2010, elle compte 54 955 habitants.

## Source
- (pt) Cet article est partiellement ou en totalité issu de l’article de Wikipédia en portugais intitulé « Viçosa do Ceará » (voir la liste des auteurs).